# Браун, Фёдор Иванович
Фридрих (Фёдор Иванович) Браун (нем. Friedrich Braun ; 22 сентября [3 октября] 1799 — 12 [24] апреля 1862) — русский архитектор немецкого происхождения, автор ряда зданий в Петербурге.

## Биография

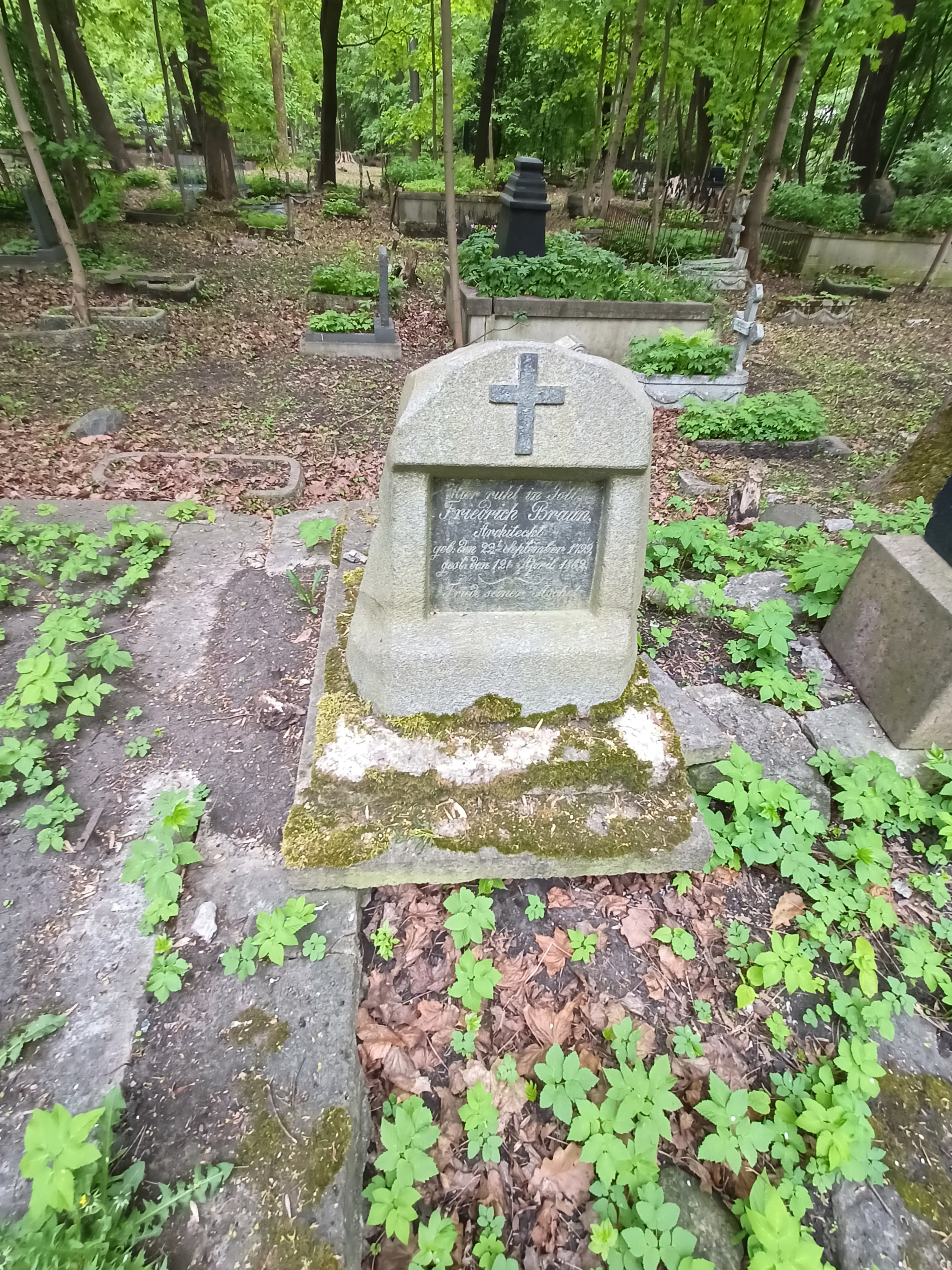
Могила на Смоленском лютеранском кладбище в Санкт-Петербурге

Родился 22 сентября (3 октября) 1799 года. Окончил Берлинскую Академию Художеств. С 1825 состоял на русской службе в качестве архитекторского помощника при строительстве в Ропше и Дудергофе. С 1829 года служил в военном ведомстве по военным поселениям, затем в казарменной комиссии. С 1839 года — архитектор Сената.
Умер 12 (24) апреля 1862 года, похоронен на Смоленском лютеранском кладбище в Петербурге.

## Проекты и постройки
- Доходный дом. Садовая улица, 48 (1836)[3];
- Доходный дом. Пионерская улица, 15 (1836)[3];
- Доходный дом. Улица Маяковского, 43 / Манежный переулок, 7, угловая часть (1837)[3];
- Здание министерства юстиции (первоначальный проект). Малая Садовая улица, 1, средняя часть (1844; осуществлено Д. Е. Ефимовым в 1845—1849)[3];
- Особняк Н. П. Волконского. Саперный переулок, 7 (1858; включен в существующее здание)[3].